# Dustin Watten
Dustin Joseph Watten (ur. 27 października 1986 w Long Beach) – amerykański siatkarz, grający na pozycji libero, reprezentant Stanów Zjednoczonych.
Jego rodzicami są Jeff i Kim, ma dwóch braci Cody’ego i Chrisa. Od 2012 roku został weganinem.

## Sukcesy klubowe
Mistrzostwo Niemiec:
- 2019

## Sukcesy reprezentacyjne
Puchar Panamerykański:
- 2009, 2010, 2012
- 2011

Liga Światowa:
- 2015[7]

Puchar Świata:
- 2015[8]

Mistrzostwa Ameryki Północnej, Środkowej i Karaibów:
- 2017

Liga Narodów:
- 2018

Mistrzostwa Świata:
- 2018

## Nagrody indywidualne
- 2012: Najlepszy broniący Pucharu Panamerykańskiego
- 2013: Najlepszy libero francuskiej Ligue B